# Gambais
Gambais ist eine französische Gemeinde mit 2.513 Einwohnern (Stand: 1. Januar 2022) im Département Yvelines in der Region Île-de-France. Sie gehört zum Arrondissement Rambouillet und zum Kanton Aubergenville (bis 2015: Kanton Houdan). Die Einwohner werden Gambaisiens genannt.

## Geographie
Gambais befindet sich etwa 60 Kilometer westlich von Paris am nordwestlichen Rand des Waldes von Rambouillet und am Fluss Vesgre. Die Gemeinde gehört zum Regionalen Naturpark Haute Vallée de Chevreuse.
Umgeben wird Gambais von den Nachbargemeinden Bazainville im Norden, Millemont im Nordosten, Grosrouve im Osten, Gambaiseuil im Osten und Südosten, Bourdonné im Süden sowie Maulette im Westen.
Am nördlichen Rand der Gemeinde führt die Route nationale 12 entlang.

## Bevölkerungsentwicklung
| Jahr      | 1962 | 1968 | 1975 | 1982 | 1990 | 1999 | 2006 | 2012 | 2022 |
| Einwohner | 888  | 1084 | 1239 | 1365 | 1730 | 2064 | 2343 | 2423 | 2513 |

## Sehenswürdigkeiten
Siehe auch: Liste der Monuments historiques in Gambais
- Kirche Saint-Aignan, Fundament aus dem 10. Jahrhundert, Glockenturm von 1621, Monument historique seit 1946
- Schloss Neuville, erbaut im 16. Jahrhundert, 1966 restauriert, seit 1972 Monument historique, Filmkulisse 1970 für Eselshaut.
- Mühle Bourdonné
- Waschhaus

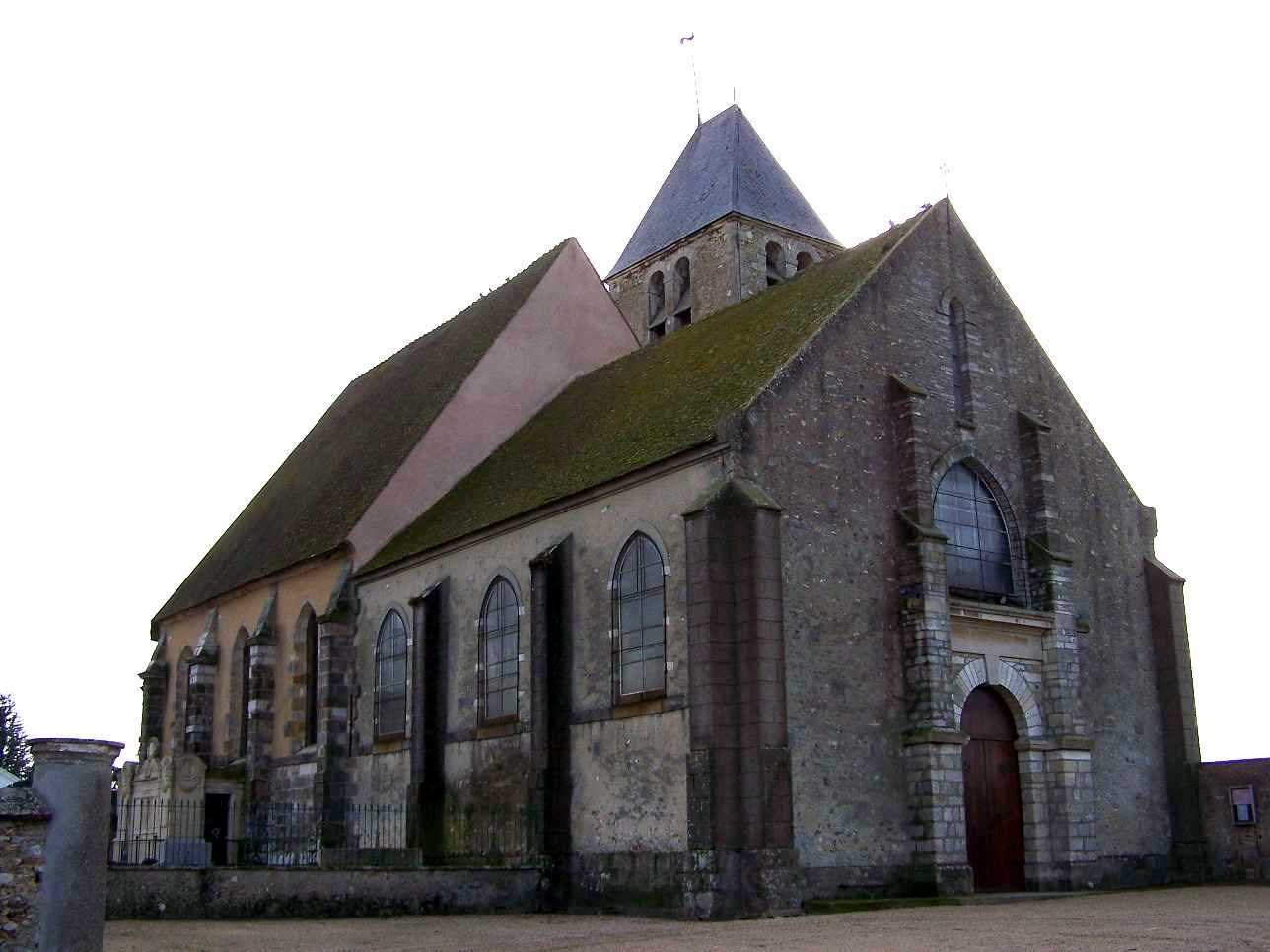
Kirche Saint-Aignan
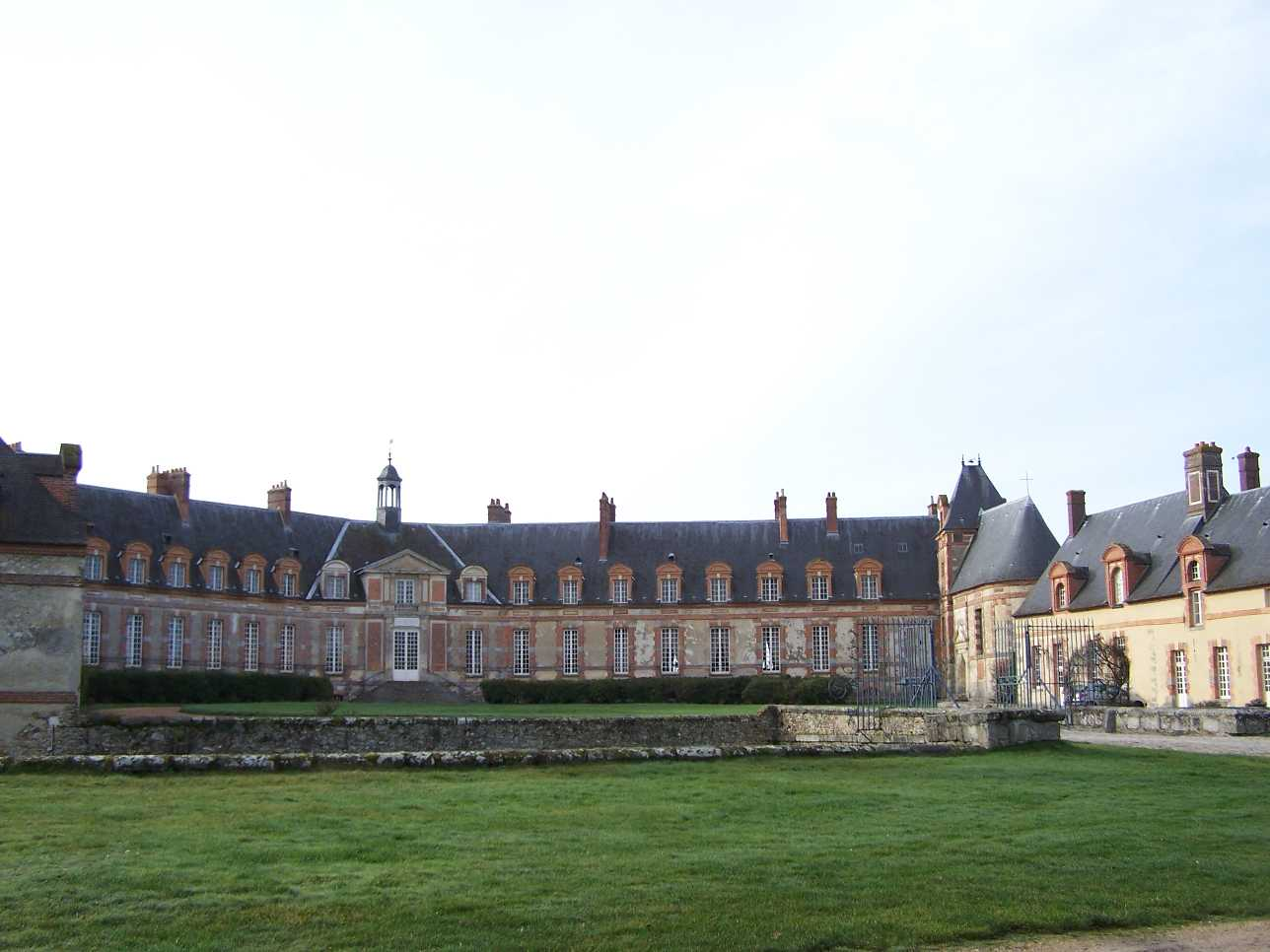
Schloss Neuville
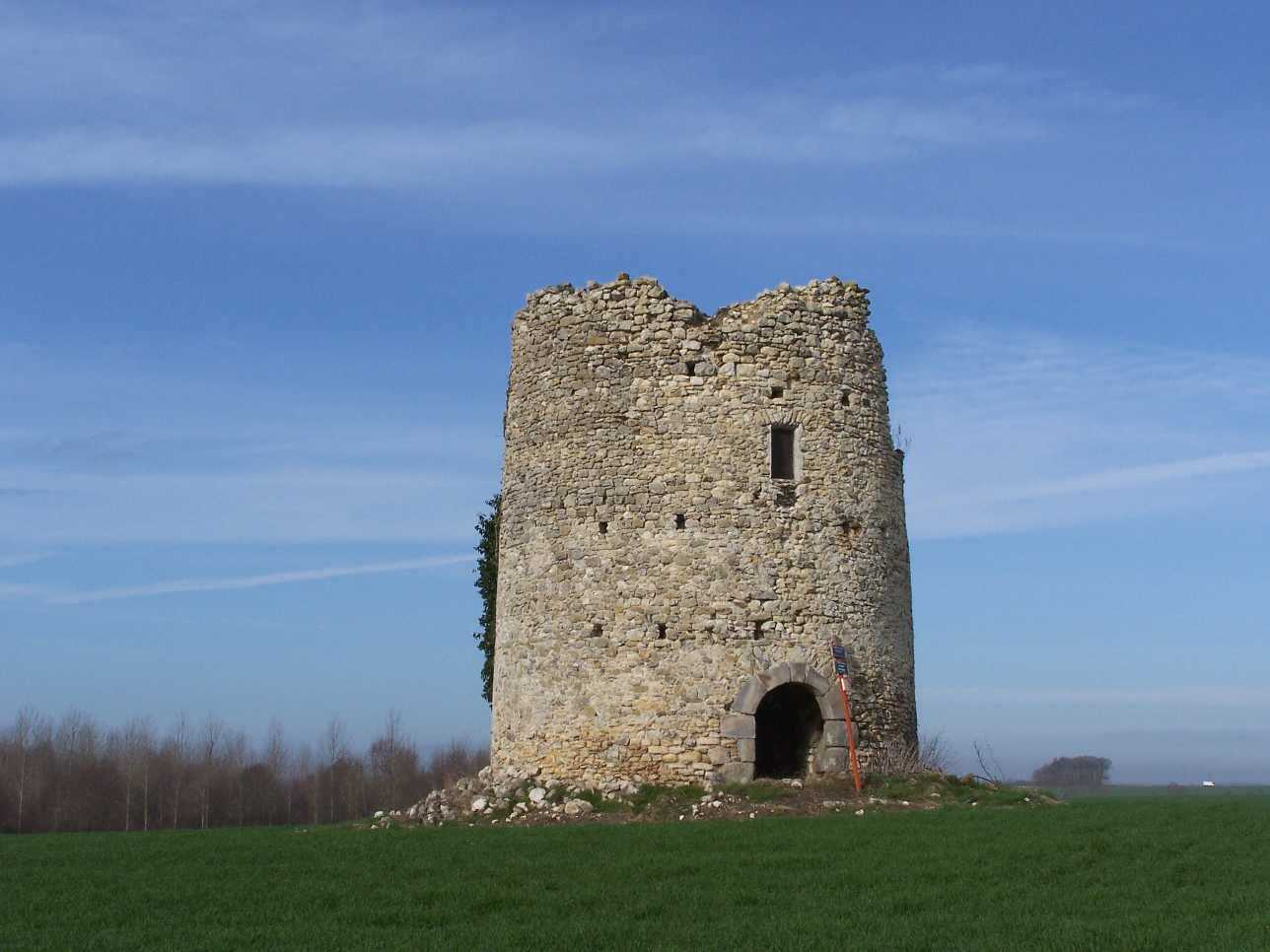
Mühle Bourdonné

## Persönlichkeiten
- Henri Désiré Landru (1869–1922), Serienmörder, lebte in Gambais
- Robert Delaunay (1885–1941), Maler, hier bestattet
- François Feldman (* 1958), Sänger